# Bonney Lake
Bonney Lake és una població dels Estats Units a l'estat de Washington. Segons el cens del July 1, 2008 tenia 16.809 habitants.

## Demografia
Segons el cens del 2000, Bonney Lake tenia 9.687 habitants, 3.266 habitatges, i 2.583 famílies. La densitat de població era de 687,5 habitants per km².
Dels 3.266 habitatges en un 47,3% hi vivien nens de menys de 18 anys, en un 63,7% hi vivien parelles casades, en un 9,2% dones solteres, i en un 20,9% no eren unitats familiars. En el 13,6% dels habitatges hi vivien persones soles el 2,4% de les quals corresponia a persones de 65 anys o més que vivien soles. El nombre mitjà de persones vivint en cada habitatge era de 2,96 i el nombre mitjà de persones que vivien en cada família era de 3,26.
Per edats la població es repartia de la següent manera: un 32% tenia menys de 18 anys, un 7,3% entre 18 i 24, un 35,7% entre 25 i 44, un 20,3% de 45 a 60 i un 4,6% 65 anys o més.
L'edat mediana era de 33 anys. Per cada 100 dones de 18 o més anys hi havia 107 homes.
La renda mediana per habitatge era de 60.282 $ i la renda mediana per família de 62.644 $. Els homes tenien una renda mediana de 46.813 $ mentre que les dones 31.837 $. La renda per capita de la població era de 21.371 $. Aproximadament el 3% de les famílies i el 4% de la població estaven per davall del llindar de pobresa.

## Poblacions més properes
El següent diagrama mostra les poblacions més properes.